# Alpinia rufescens
Espèce
Classification phylogénétique
Alpinia rufescens est une espèce de plantes à fleurs du genre Alpinia de la famille des Zingiberaceae. C'est une plante herbacée vivace originaire de l'île de Ceylan.
En 1904, Karl Moritz Schumann, botaniste allemand, en fait la description en latin dans le journal botanique Das Pflanzenreich édité par le botaniste allemand « Adolf Engler ».  Volume IV. 46, Cahier (Heft) 20 de 1904, page 322.
Il y fait référence à la première description de la plante effectuée en 1864 par le botaniste britannique George Henry Kendrick Thwaites en page 430 de son ouvrage Enumeratio plantarum Zeylaniae. (Floraison en septembre vers Dickoya dans le district de Ambagamuwa au Sri Lanka) .

## Synonymes
- Amomum rufescens (Thwaites) Benth. ex Trimen,(1885).
- Cardamomum rufescens (Thwaites) Kuntze , (1891).
- Elettaria rufescens Thwaites, (1864).
- Languas rufescens (Thwaites) Alston , (1931).